# Municipio de Merritt
El municipio de Merritt (en inglés: Merritt Township) es un municipio ubicado en el condado de Bay en el estado estadounidense de Míchigan. En el año 2010 tenía una población de 1441 habitantes y una densidad poblacional de 17,57 personas por km².

## Geografía
El municipio de Merritt se encuentra ubicado en las coordenadas 43°31′6″N 83°44′55″O / 43.51833, -83.74861. Según la Oficina del Censo de los Estados Unidos, el municipio tiene una superficie total de 82.03 km², de la cual 81,95 km² corresponden a tierra firme y (0,09 %) 0,08 km² es agua.

## Demografía
Según el censo de 2010, había 1441 personas residiendo en el municipio de Merritt. La densidad de población era de 17,57 hab./km². De los 1441 habitantes, el municipio de Merritt estaba compuesto por el 96,67 % blancos, el 0,07 % eran afroamericanos, el 0,56 % eran amerindios, el 0,28 % eran asiáticos, el 0,97 % eran de otras razas y el 1,46 % eran de una mezcla de razas. Del total de la población el 2,85 % eran hispanos o latinos de cualquier raza.